# Choeroichthys suillus
Choeroichthys suillus es una especie de pez de la familia Syngnathidae en el orden de los Syngnathiformes.

## Reproducción
Es ovovivíparo y el macho transporta los huevos en una bolsa ventral, la cual se encuentra debajo de la cola.

## Morfología
- Los machos pueden alcanzar los 6,8 cm de longitud total.

## Hábitat
Es un pez  de mar y de
clima tropical y asociado a los arrecifes de coral que vive entre 0-14 m de profundidad.

## Distribución geográfica
Es un endemismo del norte de Australia: desde Australia Occidental hasta Queensland y la Isla McCluer (Territorio del Norte ).